# Iskitim (città)
Iskitim (in lingua russa Искитим) è una città situata nell'oblast' di Novosibirsk, in Russia, sul fiume Berd'.
Essa è parte del distretto cittadino della Città di Iskitim ed è anche il capoluogo del rajon di Iskitim (Искитимнский район). Fa parte dell'agglomerazione di Novosibirsk. Popolazione: 57.032 nel 2017.

## Geografia
La città sorge sul fiume Berd' (affluente destro del fiume Ob'), 26km a sud di Novosibirsk.
La stazione di Iskitim si trova a 57km dalla stazione di Novosibirsk-Glavnyj.
La piazza di Iskitim, al 2008, misura 29,87 km².

## Fuso orario
Iskitim si trova nel fuso orario MSK +4 (ora di Krasnojarsk). Secondo l'Universal Time Coordination, il fuso orario è UTC +7.

## Storia
Secondo una delle varie teorie etimologiche, il nome «Iskitim» deriverebbe dall'etnonimo "askištim", in cirillico «аскиштим (ашкитим, азкештим)», il luogo dove sorge Iskitim era infatti abitato dai Teleuti, un'antica tribù siberiana, nella cui lingua tale parola aveva il significato di «cavità», «coppa»; la città si trova effettivamente in un avvallamento. Questa popolazione nomade arrivò in Siberia meridionale, più precisamente nell'area di Priob'e, tra il XV° e il XVII° secolo stabilendosi nel kanato degli Oirati (una popolazione turcofona). Fino a quel momento, l'area era sparsamente abitata da popolazioni ugrofinniche. La densità di popolazione della Siberia occidentale durante il Medio Evo, era grandemente inferiore a quella di oggi, e principalmente a maggioranza teleutica. Verso il XVII° secolo, nell'area di Priobe e nell'Altaja pedecollinare vivevano soltanto circa 1000 persone. Durante i due secoli successivi, la regione passò sotto il controllo dei cosacchi russi e della popolazione contadina della Russia. 
Dopo l'annessione della Siberia nel 1604, venne costruita la grande prigione di Tomsk, la quale costituiva la base di una nuova catena difensiva delle tribù kirghise e zungare, un buon numero delle quali si trovavano nella moderna regione di Berdsk. Tali basi costituivano il centro degli insediamenti cosacchi. 
Аll'epoca del censimento del 1717 sul luogo dove sorge la moderna città di Iskitim esistevano già i villaggi di Šipun, Kojn, e Čёrnodyr (dal nome dell'omonimo fiume, che in epoca sovietica fu ribattezzato in Čёrnаja) e Vylkov.
Dal 1886 al 1917, il territorio della futura città di Iskitim fu sotto l'amministrazione del Volost' di Kojnovsk, appartenente al Distretto di Barnaul del Governatorato di Tomsk. Dopo la guerra civile russa, dal 1920 al 1922, l'autorità sulla città di Iskitim fu trasferita al distretto di Novonikolaevsk.
Lo sviluppo economico del Volost' di Kojnovsk durante il XIX secolo, contribuì a due fattori:
- Il tratto di Barnaul attraversò il territorio (grazie all'influenza del centro amministrativo di Tomsk sull'insediamento imperiale altaico).
- L'inaugurazione alla fine del XIX secolo delle miniere di calcare, che in piccola parte andavano a nutrire l'economia locale. Nell'anno 1912 iniziò la costruzione della linea ferroviaria altaica che collegava Barnaul e Transsib, sostituendo la stazione di Novonikolaevsk, che fu terminata nel 1916. Lungo la ferrovia, venne costruito l'incrocio ferroviario n° 5 (raz"ezd n° 5), che assunse più tardi il nome di Stazione di Iskitim. All'inizio degli anni '20, la stazione di Iskitim venne fornita di due baracche che costituivano la prima base della stazione. Negli anni '30 venne costruito il primo vero e proprio edificio, in legno, della Stazione Ferroviaria della Città di Iskitim. Nella seconda metà degli anni '20, venne qui fondato il primo centro amministrativo per l'agricoltura della città di Iskitim, il soviet agricolo di Iskitim.

Agli inizi del XX secolo, incluso il periodo della guerra civile, il territorio di Iskitim fu spartito come segue:
- Il territorio del distretto Volost' di Kojnovsk nel Distretto di Barnaul, appartenne prima a Tomsk, ma dal 1917 è sotto il governatorato altaico. Nell'autunno del 1918 il Vlast' di Kolčak abolisce il distretto di Kojnovsk, incluso il territorio della moderna Iskitim, che passa sotto la giurisdizione del distretto di Berdsk e del governatorato di Tomsk.
- Nel gennaio del 1920 il Comitato rivoluzionario siberiano (Sibrevkom) non riconosce la scelta di Kolčak di abolire il Volost' di Kojnovsk, e lo ripristina. Il Volost' viene attribuito alla giurisdizione del distretto di Novonikolaevsk del governatorato di Tomsk.
- Nel 1922 Siberskom abolisce di nuovo il Volost' di Kojnovsk, inclusi i territori in comune con il Volost' di Bersk. Il Distretto di Novonikolaevsk forma il Governatoriato di Novonikolaevsk (1922-1925).
- Rajon di Bersk situato nella Contea di Novosibirsk (1925-1933), prima Sibirskij Kraj (1925-1930) e poi Sibirskij Kraj Occidentale (1930-1933).
- Rajon di Chepernanovsk nel Sibirskij Kraj Occidentale (1933-1935).

Durante il periodo di annessione al governo sovietico, nel 1917, il soviet distrettuale dei soldati, degli operai e dei contadini, elesse come suo presidente Afanasij Skorochodov, un marinaio della Flotta del Baltico (aveva prestato servizio sulla nave da guerra Žemčuk) che aveva perso un piede in guerra ed era ritornato in patria nel 1916. Dopo la caduta del governo sovietico nel 1918, Skorochodov fu arrestato. Quando i kolčakiani fecero fucilare i prigionieri politici bolscevichi, Skorochodov riuscì a nascondersi in una colonna di criminali inviati alla prigione del carcere Nikolsko-Ussuri. Quando i suoi compagni bolscevichi della Žemčuk appresero la notizia, si riunirono in Estremo Oriente per organizzare un piano di evasione. Nel 1920 Skorochodov torna nel villaggio di Kojnov, occupato dall'Armata Rossa. Qui, si sposa in seconde nozze. Riprende ad amministrare il comitato agricolo di Kojnov.